# Don J. Bassman
Don J. Bassman (* 2. April 1927; † 24. Januar 1993 in Hollywood Hills, Kalifornien) war ein US-amerikanischer Tontechniker und Toningenieur, der sowohl einen Oscar für den besten Ton als auch einen Emmy gewann.

## Leben
Bassman begann seine Laufbahn als Tontechniker in der Filmwirtschaft Hollywoods 1962 bei Fernsehserien wie Mr. Ed sowie The Addams Family und arbeitete bis 1990 an der Herstellung von 65 Filmen und Fernsehserien mit.
Gemeinsam mit Douglas O. Williams gewann er bei der Oscarverleihung 1971 den Oscar für den besten Ton in dem Film Patton – Rebell in Uniform (1970) und war außerdem mit Williams und Don Hall für den British Academy Film Award (BAFTA Film Award) für den besten Ton nominiert. 1976 erhielt er einen Emmy mit Donald F. Johnson für den besten Ton in Eleanor and Franklin (1976), einen von der ABC produzierten Fernsehfilm über US-Präsident Franklin D. Roosevelt und dessen Ehefrau Eleanor Roosevelt.
Eine weitere Nominierung für den Oscar in dieser Kategorie folgte 1989 mit Kevin F. Cleary, Richard Overton und Al Overton Jr. für den Film Stirb langsam (1988). Eine nächste Oscarnominierung für den besten Ton bekam er bei der Oscarverleihung 1990 mit Cleary, Overton und Lee Orloff für Abyss – Abgrund des Todes (1989). Für Jagd auf Roter Oktober (1990) war er mit Richard Bryce Goodman, Overton und Cleary 1991 abermals für den Oscar für den besten Ton nominiert sowie mit Cecilia Hall, George Watters II und Goodman auch für einen weiteren BAFTA Film Award.

## Filmografie (Auswahl)
- 1962: Mr. Ed (Fernsehserie)
- 1972: The Other
- 1975: Peeper
- 1977: Der Fluch der schwarzen Witwe (Curse of the Black Widow)
- 1980: The Apple
- 1986: Big Trouble in Little China
- 1987: Predator
- 1988: Spacecop L.A. 1991 (Alien Nation)
- 1988: Stirb langsam
- 1989: Abyss – Abgrund des Todes
- 1990: Jagd auf Roter Oktober
- 1990: Ford Fairlane – Rock ’n’ Roll Detective (The Adventures of Ford Fairlane)